# Корба (округ)
Корба (англ. Korba) — округ в индийском штате Чхаттисгарх. Образован 25 мая 1998 года. Административный центр — город Корба. Площадь округа — 6599 км². По данным всеиндийской переписи 2001 года население округа составляло 1 011 823 человека. Уровень грамотности взрослого населения составлял 61,7 %, что немного выше среднеиндийского уровня (59,5 %). Доля городского населения составляла 36,3 %.